# Anatoliy Moshiashvili
Anatoliy Moshiashvili, né le 11 mars 1950 et mort le 14 août 2018, est un athlète géorgien qui concourait sous les couleurs soviétiques, spécialiste des haies hautes.

## Biographie

### Palmarès
| Date | Compétition                    | Lieu     | Résultat | Épreuve     | Performance |
| ---- | ------------------------------ | -------- | -------- | ----------- | ----------- |
| 1971 | Championnats d'Europe          | Helsinki | 4e       | 110 m haies | 14 s 4      |
| 1972 | Championnats d'Europe en salle | Grenoble | 3e       | 50 m haies  | 6 s 59      |
| 1973 | Universiade d'été              | Moscou   | 2e       | 110 m haies | 13 s 73     |
| 1974 | Championnats d'Europe en salle | Göteborg | 1er      | 60 m haies  | 7 s 66      |

### Records
| Épreuve                 | Performance | Lieu     | Date         |
| ----------------------- | ----------- | -------- | ------------ |
| 60 m haies (salle)      | 7 s 66      | Göteborg | 10 mars 1974 |
| 110 m haies (plein air) | 13 s 73     | Moscou   | 18 août 1973 |